# 이시이 시게미
이시이 시게미(일본어: 石井 茂巳, 1951년 7월 7일 ~ )는 일본의 전 축구 선수이다.

## 국가대표팀 경력
그는 1974년 2월 12일 싱가포르과의 경기에서 일본 국가대표팀에 데뷔했다. 1974년 아시안 게임에도 출전했다. 그는 1979년까지 국제 A매치 통산 15경기에 출전했다.

## 통계
| 일본 | 일본 | 일본 |
| 연도 | 출전 | 득점 |
| ---- | ---- | ---- |
| 1974 | 4    | 0    |
| 1975 | 1    | 0    |
| 1976 | 0    | 0    |
| 1977 | 4    | 0    |
| 1978 | 0    | 0    |
| 1979 | 6    | 0    |
| 통산 | 15   | 0    |